# Bahia Massoundi

Massoundi bei der World Telecommunication Development Conference, Dubai, 2014.

Bahia Massoundi (geboren am 28. Februar 1976 in Mutsamudu, Komoren) ist eine komorische Politikerin und Ministerin.

## Leben und Wirken
Massoundi studierte an der Université de Toliara in Madagaskar. Sie arbeitete als Lehrerin an der Mursamudu High School (2001–2010) und war Delegierte für Menschenrechte von 2011 bis 2013.
Am 13. Juli 2013 wurde Massoundi zur Ministerin für Post und Telekommunikation, Transport und Tourismus ernannt. Sie arbeitete für die Regierung von Präsident Ikililou Dhoinine. Sie wurde im April 2015 kritisiert, weil sie die Autorisierung für Int’Air Îles aufhob, nachdem die Fluggesellschaft einmal nicht auf sie gewartet hatte beim Boarding. Dhoinine forderte sie auf, das Verbot aufzuheben.

## Familie
Massoundi ist verheiratet mit Mohamed Bacar, dem Nationalen Direktor des Comoros Examination Board. Im Juni 2015 wurde er inhaftiert, weil er Prüfungen verkauft hatte.